# Wendy Jans
Wendy Jans (Bree, 14 juni 1983) is een Belgische amateur snooker- en poolspeelster en meervoudig wereldkampioene. Ze speelt sinds 1994, eerst bij De Kaaihoeve, de club uitgebaat door haar ouders, later bij De Maxx, haar eigen club. Ze speelt met een driedelige Barracuda Old Master.

## Toernooioverwinningen

### Snooker
- Wereldkampioenschap (IBSF) – 2006, 2012, 2013, 2014, 2015, 2016, 2017
- Europees kampioenschap (EBSA) – 2004, 2005, 2006, 2009, 2010, 2011, 2013, 2014, 2015, 2016, 2017
- Belgisch kampioenschap –  1998, 2000, 2001, 2002, 2003, 2004, 2008, 2009, 2010, 2012, 2013, 2014, 2015, 2016, 2017
- Continental Cup – 1999, 2001, 2003
- Scottish Open – 2003
- Wereldkampioenschap teams (WLBSA) – 2003
- Europees kampioenschap teams – 2007, 2017

### Pool
- Ladies tour – 4 keer gewonnen
- Nederlands kampioenschap dames 9-ball – 2004
- Spirit Tour Event (Florida) – 2005
  - Coral Springs
  - Clearwater
  - St. Augustine
- Belgisch kampioenschap 8-ball – 2006
- Weert 9-ball Open – 2006, 2008